# Немрут (вулкан)
Не́мрут (Не́мрут-Даг, Не́мруд, тур. Nemrut Dağı; арм. Սարակն, Саракн; курд. Çiyayê Nemrud) — потенциально активный стратовулкан, расположенный в восточной Турции, в непосредственной близости от озера Ван. Наиболее мощные извержения Немрута произошли в плейстоценовую эпоху, впоследствии множество небольших извержений произошло в голоцене, последнее из которых в 1692 году. Вершина вулкана представляет собой крупную кальдеру, в которой образовалось озеро Немрут. Вулкан Немрут (Немрут-Даг) иногда путают с горой Немрут-Даг (Немрут), которая также находится в Турции и широко известна остатками каменных статуй эллинистического периода. Его высота — 2935 м.

## Общие сведения
Немрут представляет собой полигенный стратовулкан и располагается в зоне столкновения Аравийской и Евразийской тектонических плит, которое предопределяет сейсмическую и вулканическую активность региона. Столкновение этих плит началось в среднем эоцене и окончательно закрыло водное пространство, которое в мезозое образовывал древний океан Тетис. Немрут вместе с тремя другими потухшими вулканами восточной Турции, Араратом, Тендюреком и Сюпханом, находится в районе разлома сложной формы, который проходит по границе Аравийской и Евразийской плит по территории Армянского нагорья и является самым западным из этих вулканов, единственным из них, который сохраняет активность, а также вообще единственным вулканом Анатолии, который извергался в исторический период. Немрут расположен в 10 км к северу от города Татван (название которого происходит из армянского языка), на северо-западном берегу озера Ван.
|  |

Немрут, вероятно, образовался в раннем четвертичном периоде, около 1 млн лет назад, наибольшую активность проявлял в плейстоцене, регулярные извержения происходили также в голоцене. В среднюю плейстоценовую эпоху, около 250 тысяч лет назад, крупное извержение Немрута образовало поток лавы протяжённостью свыше 60 километров, который заблокировал сток вод из Ванской котловины в Мушскую котловину, относящуюся к бассейну близлежащей реки Мурат, что привело к образованию озера Ван, крупнейшего бессточного содового озера в мире. В этот же период конусообразная вершина вулкана провалилась внутрь, образовав крупную кальдеру размером 8,3×7 км. Внутри кальдеры впоследствии образовалось пресноводное озеро Немрут (второе по величине кальдеровое озеро в мире), от которого последующими извержениями было отделено небольшое озеро Ылы. В настоящее время самая высокая точка Немрута — 2935 м. Вулкан имеет эллиптическую форму, его размеры у основания составляют 27×18 км, вулканический центр состоит из 377,5 км³ вулканических материалов. Кальдера Немрута самая большая в Турции, четвёртая по величине в Европе и шестнадцатая в мире.

## История изучения

### Происхождение названия
Название вулкана Немрут местное население связывает с легендарным правителем Нимродом, которому приписывается строительство Вавилонской башни. Курдский историк и правитель Битлиса Шараф-хан Бидлиси писал в 1591 году:

К северу от Бидлиса, между Мушем и Ахлатом, находится гора, называемая горой Нимруд. В народе рассказывают, что зимой у [царя] Нимруда были там зимние становища, а летом — летние кочевья. На вершине горы основал он замок, строения и дворец, достойный государя, и проводил там большую часть [своего] времени. Когда Аллах обратил на Нимруда свой гнев, вершина горы опрокинулась и так ушла в землю, что крепости и строения оказались затопленными водой. Несмотря на то что гора возвышается над землею на две тысячи заров, вершина ее погрузилась в землю на полторы тысячи заров, и образовалось огромное озеро шириною в пять тысяч заров, даже более. 

### Средневековые хроники
Извержения вулкана Немрут упоминаются в армянских источниках XV века. Эти записи позволили исследователям подтвердить активность вулкана в голоцене и установить даты некоторых извержений. Приведенные свидетельства имеют особое значение в связи с тем обстоятельством, что вулкан Немрут — единственный из вулканов региона, который проявлял активность в исторический период.

В 1441 году великое предзнаменование имело место, гора, называемая Немрут, которая лежит между Битлисом и Келашем, вдруг начала рокотать как гром. Гора ниспослала ужас и оцепенение на близлежащие земли, ибо от горы откалывались куски размером с целый город. Из образовавшейся расщелины поднялось пламя, окруженное густыми клубами дыма, дыма такого ужасного, что люди заболевали, вдохнув его запах. Раскалённые красные скалы показались из ужасного пламени, камни огромного размера вылетали вверх с раскатами грома, даже в соседних провинциях люди были свидетелями этого.
Оригинальный текст (англ.)In 1441 a great sign took place, for the mountain called Nemrud, which lies between Kelath and Bitlis, suddenly began to rumble like heavy thunder. This set the whole land into terror and consternation, for one saw that the mountain was rent asunder to the breadth of a city; and from out of this cleft flames arose, shrouded in dense, whirling smoke, of so evil a stench that men fell ill by reason of the deadly smell. Red-hod stones glowed in the terrible flames, and boulders of enormous size were hurled aloft with peals of thunder. Even in other provinces men saw all this distinctly.
— Армянская хроника «Айсмавурк»
Некоторые авторы полагают, что Шараф-хан описывал непрерывно происходящее извержение. Текст Шараф-наме они переводят следующим образом:

В северной части Немрута есть канал, из которого вытекает тёмная жидкость. Она напоминает жидкость, которая вытекает из мехов кузнеца, но весит она больше железа. Она бьёт струёй вверх, а потом сразу оседает и стекает в каньон. Я вижу, что каждый год количество этой жидкости то увеличивается, то уменьшается. Жидкость взмывает вверх на высоту 30 зир и разбрызгивается больше чем на 100 зир. Есть несколько мест, откуда она вытекает. Если кто-то пробует потом отделить от неё часть, сталкивается с большими трудностями.
Оригинальный текст (англ.)In the northern part of this location there is a canal through which flows a dark water [basaltic magma]. It resembles the dark water which flows off the blacksmith's bellows and its weight is heavier than iron. It spouts upward and quickly flows down to the gorge. According to me, each year this water increases and decreases. It jets more than 30 zira and spreads around longer than 100 zira. And there it spouts out from several points [rift zone]. Whoever has the intention to separate part of this water will face great difficulties [hard basaltic rock].
— A. Karakhanian, R.Djrbashian, V. Trifonov, H.Philip, S. Arakelian, A. Avagian
Однако академический перевод слов Шараф-хана Бидлиси следующий, он подразумевает, что речь идёт об одном из нескольких термальных источников на горе Немрут на северном склоне, где расположено озеро Ылы («горячее»):

На северном склоне, кипя, бьет из-под земли и стекает по склону проток горячей воды, чёрной и грязной, как окалина, что выходит из горна кузнецов. [Та вода] своей твердостью и весом превосходит железо. По мнению [этого] бедняка, путь его явно каждый год удлиняется. Высотою стока он превышает тридцать гезов (Двенадцать гезов равны одному зару), длина его составляет примерно пятьсот-шестьсот заров. Во многих местах он выбивается наружу.
— Шарафхан Битлиси, 1597
Другие авторы не видят в словах Шараф-хана описания извержения.
Учёные полагают, что армянская интерпретация названия вулкана (арм. Սարակն — мрачный, сердитый) также является важным свидетельством регулярной активности вулкана в исторический период.

### Исследования XIX века

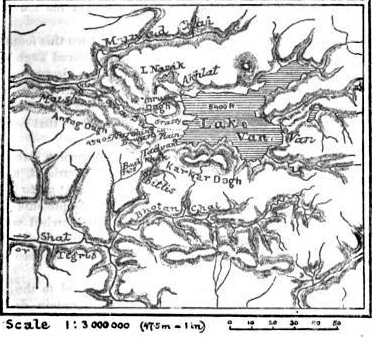
Карта XIX века окрестностей вулкана Немрут, составленная английским путешественником

Первые систематические исследования вулкана Немрут начались в середине XIX века, когда, пользуясь влиянием Британии в регионе, местность посетили несколько европейских путешественников и исследователей. Многие из них занимались картографированием и описанием местности, а некоторые, включая известного английского археолога Лэйарда, заинтересовались остатками урартских крепостей в окрестностях озера Ван. С этого момента Немрут регулярно упоминался в описательных и картографических работах, путешественники отмечали захватывающий вид его кальдеры. В этот период было сделано подтвердившееся впоследствии предположение о том, что необычное строение водоразделов в регионе и само образование озера Ван связано с крупным извержением вулкана, потоки лавы которого перекрыли сток вод в бассейн Мурата.
Самой объемной и тщательной работой стала докторская диссертация английского учёного Феликса Освальда «Трактат о геологии Армении», содержащая большой массив текста, посвященный Немруту. Освальд самостоятельно произвел множество измерений и наблюдений, которые детально запротоколировал, и высказал предположения о возможной путях эволюции вулканической деятельности Немрута, большинство из которых подтвердилось впоследствии современной наукой. Правда его работа увидела свет только в 1906 году, так как он был вынужден опубликовать её на собственные средства.

### Современные исследования
В XX веке в связи с политической нестабильностью в регионе научное изучение вулкана надолго прервалось. В первой половине XX века Немрут ошибочно классифицировался как потухший вулкан. Только в восьмидесятые годы XX века появились первые современные работы по изучению вулкана, ему был возвращен статус вулкана, сохраняющего активность. В настоящее время Немрут в основном изучается турецкими вулканологами. Многие учёные полагают, что вулкан все ещё изучен плохо, нет консенсуса в вопросах интерпретации полученных стратиграфических данных. Анализ донных отложений озера Ван, которое расположено в непосредственной близости от вулкана Немрут, позволил внести ясность в хронологию и активность последних извержений. Вместе с тем продолжающаяся активность Немрута и непосредственная близость нескольких турецких городов в сочетании с плохой его изученностью вызывает тревогу у специалистов и, вероятно, послужит поводом для последующих углублённых исследований. В связи с опасностью будущих извержений для углублённого изучения вулкана в октябре 2003 года вокруг вулкана Немрут была установлена единственная в Турции сеть сейсмических и вулканологических датчиков, которые передают информацию в реальном времени в один из турецких университетов. За первые три года функционирования сеть зарегистрировала 133 сейсмических события силой 1,3 — 4,0 балла.

## Вулканическая деятельность
Извержения стратовулкана Немрут в основном относятся к плинианскому типу. Продукты вулканической деятельности вулкана разнообразны включают в себя широкий спектр лав (от базальтовых до риолитовых и фонолитовых), а также пирокластические и шлаковые выбросы. Все продукты вулканической деятельности в основном щёлочные. Извержения Немрута в разные периоды были как изливающимися так и взрывными. Немрут находится на т. н. разломе «Немрут», который пересекает вулкан с севера на юг. На этом разломе располагался основной кратер вулкана, а впоследствии вдоль этого разлома образовалось большинство мелких кратеров, мааров, горячих источников и фумарол.
|                                |                                    |                                                        |
| Вид из космоса в зимний период | Кальдера с её юго-восточной кромки | Разлом коры под Немрутом и направление лавовых потоков |

Среди учёных есть консенсус о разделении периодов активности вулкана на 3 стадии: образование конуса (пред-кальдеровая стадия), пост-кальдеровая стадия и поздняя стадия. Дальнейшее, более точное подразделение вызывает споры и построено на различных интерпретациях стратиграфических данных.

### Образование вулканического конуса
Первая стадия извержений Немрута и его формирования началась около 1 млн лет назад с трещинных извержений, которые позже локализовались в отдельные жерла на расстоянии 5—10 км друг от друга. В результате этих извержений образовался мощный (свыше 50 м) слой последовательных пирокластических отложений, состоящих главным образом из трахитов. Эти продукты вулканической деятельности покрыли площадь около 500 км², образовав плато, скрывающее миоценовые континентальные отложения.
Образование конуса Немрута продолжилась подвижными тёмными трахитовыми лавами, которые постепенно заполнили Битлисское ущелье на расстояние до 80 км от центра вулкана. Потоки лавы достигали ширины 200 м, имели мощность от 5 до 30 м. Далее формирование конуса продолжилось базальтовыми и трахитовыми лавами, вплоть до образования ярко выраженного конуса высотой около 4400 м — 4500 м.
Очередное крупное извержение (объёмом 62,6 км³) способствовало образованию крупных пустот внутри вулкана, что привело к провалу вершины конуса (около 24,4 км³ породы) и образованию кальдеры. Изначально предполагалось, что образование кальдеры произошло сразу следом за этим извержением, то есть около 310 тыс. лет назад, однако более поздние исследования свидетельствуют о том, что обрушение конуса, возможно, произошло позже со следующим извержением (около 270 тыс. лет назад). Основная масса вулканических материалов этого извержения состояла из игнимбритов (около 58,2 км³), ориентировочный объём тефры — 4,5 км³. Согласно последним исследованиям обрушение конуса происходило постепенно, вероятно, в три этапа.

### Пост-кальдеровая стадия
После образования кальдеры извержения происходили по её краю, при этом образовалось более десятка небольших кратеров, главным образом на северной кромке. Извержения состояли в основном из вязких трахитовых и риолитовых лав. Отложения Пирокластических потоков накапливались на дне кальдеры, образовывая игнимбриты и стекловидные чёрные обсидианы, причём в некоторых случаях наблюдается полный переход от обсидианов к пемзовым шлакам. На дне кальдеры, по линии разлома «Немрут» образовался конусообразный кратер Гёль-тепе (тур. Göltepe) высотой 2485 м над уровнем моря, через который также выходила часть вулканического материала.

### Поздняя стадия
На этой стадии на трещинах дна кальдеры образовалось ещё около 20 небольших кратеров и мааров, из которых большинство располагается на разломе «Немрут». За пределами основного конуса вулкана в основном в северной её части образовался ряд паразитических кратеров размером от 10 до 100 м. Среди этих кратеров тур. Girigantepe высотой 2433 м, тур. Arizintepe высотой 2445 м, тур. Kayalitepe высотой 2311 м, тур. Mezarliktepe высотой 2409 м, тур. Atlitepe высотой 2281 м, тур. Amis высотой 2166 м, тур. Kevriağa высотой 2087 м, тур. Avuştepe и примыкающий к кромке кальдеры с севера тур. Sivritepe — самая высокая точка Немрута — 2935 м. Базальтовые лавы этих кратеров представляют собой наиболее молодые вулканические породы Немрута. Последнее извержение произошло 13 апреля 1692 года, после чего Немрут не извергался, однако наблюдались выбросы пара на дне кальдеры, которая сохраняет фумарольную активность.

### Сводная таблица извержений Немрута
| Дата извержения                 | Основной продукт извержения | Тип извержения                      | Метод датировки и источник             |
| ------------------------------- | --------------------------- | ----------------------------------- | -------------------------------------- |
| 13 Апреля 1692 г                | ?                           | Выброс газа и пепла                 | Армянские хроники                      |
| 1597 г                          | Обсидианы, базальты         | Фонтаны лавы, потоки лавы           | Якобы, Шараф-наме описывает извержение |
| 1441 г                          | Обсидианы, базальты         | Фонтаны лавы, потоки лавы           | Армянские хроники                      |
| 657 ± 24 г до н.э.              | Вулканический пепел         | Выброс пепла                        | Анализ донных отложений Вана           |
| 787 ± 25 г до н.э.              | Вулканический пепел         | Выброс пепла                        | Анализ донных отложений Вана           |
| 4055 ± 60 г до н.э.             | Вулканический пепел         | Выброс пепла                        | Анализ донных отложений Вана           |
| 4938 ± 69 г до н.э.             | Вулканический пепел         | Выброс пепла                        | Анализ донных отложений Вана           |
| 5242 ± 72 г до н.э.             | Вулканический пепел         | Выброс пепла                        | Анализ донных отложений Вана           |
| ок. 10 тыс. лет назад           | Риолиты                     | Потоки лавы                         | 40K/40Ar                               |
| 9950± 141 г. до н.э.            | Вулканический пепел         | Выброс пепла                        | Анализ донных отложений Вана           |
| 10042 ± 142 г до н.э.           | Вулканический пепел         | Выброс пепла                        | Анализ донных отложений Вана           |
| 10111 ± 143 г до н.э.           | Вулканический пепел         | Выброс пепла                        | Анализ донных отложений Вана           |
| 10305 ± 145 г до н.э.           | Вулканический пепел         | Выброс пепла                        | Анализ донных отложений Вана           |
| 10330 ± 145 г до н.э.           | Вулканический пепел         | Выброс пепла                        | Анализ донных отложений Вана           |
| 10356 ± 146 г до н.э.           | Вулканический пепел         | Выброс пепла                        | Анализ донных отложений Вана           |
| 11010 ± 166 г до н.э.           | Вулканический пепел         | Выброс пепла                        | Анализ донных отложений Вана           |
| ок. 15 тыс. лет назад           | ?                           | ?                                   | 40K/40Ar                               |
| 20 тыс. лет назад ± 2 тыс. лет  | Риолиты                     | Потоки лавы                         | 40K/40Ar                               |
| ок. 30 тыс. лет назад           | Риолиты                     | Потоки лавы                         | 40K/40Ar                               |
| 80 тыс. лет назад ± 20 тыс. лет | Оливиновые базальты         | Потоки лавы                         | 40K/40Ar                               |
| 100 тыс. лет ± 20 тыс. лет      | Трахибазальты               | Потоки лавы                         | 40K/40Ar                               |
| 150 ыс. лет назад               | Комендиты                   | Потоки лавы                         | 40K/40Ar                               |
| 242 тыс. лет назад              | Кварцевые трахиты           | Потоки лавы                         | 40K/40Ar                               |
| 272 тыс. лет назад              | Игнимбриты                  | выброс пепла, формирование кальдеры | 40K/40Ar                               |
| 310 тыс. лет назад              | Трахиты                     | потоки лавы                         | Изотопный метод                        |
| 333 тыс. лет назад              | Кварцевые трахиты           | потоки лавы                         | 40K/40Ar                               |
| 384 тыс. лет назад              | Кварцевые трахиты           | потоки лавы                         | 40K/40Ar                               |
| 567 тыс. лет назад              | Кварцевые трахиты           | потоки лавы                         | 40K/40Ar                               |
| ок. 700 тыс. лет назад          | Трахиты                     | потоки лавы                         | 40K/40Ar                               |
| 790 тыс. лет назад              | Оливиновые базальты         | потоки лавы                         | 40K/40Ar                               |
| 1 млн 10 тыс. лет назад         | Трахиты                     | потоки лавы                         | 40K/40Ar                               |

## Роль в культурной истории
Помимо легендарной взаимосвязи вулкана Немрут с царём Нимродом, в девяностые годы XX века учёные обнаружили важную роль, которую играл вулкан в жизни первых цивилизаций. Оказалось, что, несмотря на обилие источников обсидиана в Анатолии и Иране, именно Немрут являлся главным источником обсидиана — важнейшего материала каменного века — для всех поселений Месопотамии и поселений вокруг Мёртвого моря в мезолите. Проведенный анализ обсидиановых изделий со стоянок древнего человека в этих регионах показал, что население использовало обсидиан лишь из двух источников: из вулкана Немрут и из расположенного недалеко от него потухшего вулкана Бингёль. На берегу озера Ван были также обнаружены следы древнего центра по переработке и торговле обсидианом, который, таким образом, является пунктом одного из первых известных торговых путей древности.
|                                          |                                |                                        |
| Залежи обсидиана на дне кальдеры Немрута | Обсидиановый наконечник стрелы | Обсидиановая булава из Древнего Египта |

Свидетелями двух извержений Немрута, вероятно, были жители Урарту — древнего государства, располагавшегося в восточной Турции. Эти извержения произошли ок. 787 года до н. э. (период правления царя Менуа) и ок. 657 года до н. э. (период правления царя Русы II), причём было высказано обоснованное предположение, что внезапная гибель урартского города Уаиаис, расположенного в 30 км к востоку от Сюпхана, вероятно, связана извержением Немрута 657 года до н. э..

## Современное состояние

### Вулканическая активность
В восьмидесятые годы XX века японские вулканологи исследовали выделение газов внутри кальдеры Немрута и обнаружили, что соотношение изотопов гелия 3He/4He составляет 1,06×10−5 (0,00106 % 3He), что говорит о присутствии ювенильного газа — около 95 % гелия поступает непосредственно из мантии, что в свою очередь свидетельствует о продолжающейся активности вулкана. Более поздние исследования подтвердили эти выводы. Сейсмическая активность региона высокая, в последние годы здесь произошло несколько землетрясений, непосредственно связанных с разломом, на котором находится Немрут. Существенные сейсмические события района (в радиусе 30 км от Немрута) за последние 150 лет включают в себя землетрясения 18 мая 1881 года силой 6,7 баллов, 29 марта 1907 года силой в 5 баллов, 27 января 1913 года силой в 5 баллов, 14 февраля 1915 года силой в 6 баллов и 3 ноября 1997 года силой в 5 баллов.
Вместе с этим, есть данные, что характер вулканизма в регионе в последнее время может измениться в связи со смещением напряжения на границе Аравийской и Евразийской плит. Основное давление Аравийской плиты постепенно смещается с оси Север-Юг к оси Восток-Запад, при этом её движение продолжается и составляет 7,8—9 мм в год. На дне кальдеры наблюдается фумарольная активность и наличие множества горячих источников.
|                                         |                                         |                                                   |
| Одна из фумарол Немрута на дне кальдеры | Одна из фумарол Немрута на дне кальдеры | Один из горячих источников, питающих озеро Немрут |

### Строение
Вулкан имеет эллиптическую форму, покрывает 486 км². Вулканический центр сделан из 377,5 км³ вулканических материалов, основа вулкана в основном состоит из лав возраста 1,18 — 0,23 млн лет. Немрут имеет ярко выраженную кальдеру площадью 40 км², максимальная высота кромки кальдеры 2935 метров над уровнем моря (холм Сыври (тур. Sivritepe) на северном краю кальдеры). Средняя высота стен кальдеры относительно её дна достигает 600 м. Самая нижняя точка кальдеры совпадает с самой глубокой точкой озера Немрут — 2071 м над уровнем моря. На дне кальдеры образовалось одно крупное озеро Немрут и два небольших озера, замерзающих зимой: озеро Ылы и т. н. «Сезонное озеро». Общая площадь кальдеры составляет 46,7 км², объём 32,9 км³.
|                     |                               |                  |
| Озеро Ылы с востока | Озеро Немрут с северо-востока | «Сезонное озеро» |

#### Озеро Немрут
Озеро Немрут (тур. Nemrut  gölü) расположено в юго-западной части кальдеры и в настоящее время является пресноводным озером, однако согласно исследованиям учёных под влиянием вулканических процессов оно так же, как и озеро Ван постепенно превращается в солёное содовое озеро. Озеро Немрут питают горячие источники, температура воды у его дна существенно выше, чем у поверхности, в связи с этим озеро не замерзает зимой. Общий размер озера Немрут 4,9х2,1 км, средняя глубина около 140 м, максимальная 176 м, высота над уровнем моря 2247 м.

### Опасность будущих извержений
На основании последних исследований Немрута учёные отмечают опасность возможных извержений вулкана. Немрут расположен в непосредственной близости от нескольких турецких городов, всего в 10 км от Татвана с населением 66 тыс. человек, вблизи Битлиса (население 52 тыс.) и Ахлата (население 22 тыс.). Вблизи конуса вулкана также расположено множество мелких поселений, таким образом в опасной зоне всего проживает около 135 тыс. человек. С другой стороны постоянное наличие в кальдере большого количества воды (более 1км³), дополнительно усугубляющееся большим количеством снега в зимний период, резко увеличивает опасность взрывных выбросов. Кроме этого возможный сброс воды, накопившейся в кальдере, вероятно, уничтожит город Гуроймак тур. Güroymak с населением 15 тыс. человек. Турецкие учёные считают необходимым разработать комплекс эвакуационных мероприятий на случай появления признаков приближающегося извержения.

### Климат, животный и растительный мир кальдеры
Образование кальдеры способствовало появлению внутри неё уникального для Армянского нагорья микроклимата. Кальдера Немрута является единственным местом в регионе, где на такой высоте в естественных условиях растут лиственные деревья. Этому способствует защищенность дна кальдеры от ветра, а также повышенная влажность и температура в связи с наличием горячих источников. На берегах озера Немрут обитает и размножается один из видов турпанов — лат. Melanitta deglandi, два вида чаек. На дне кальдеры растут уникальные для региона цветы и деревья.
Дно кальдеры Немрута используется с древних времён пастухами окрестных селений для выгона скота в летний период. Наличие множества источников воды поддерживает сезонные яйлы особенно в северной части кальдеры.
|                                                      |                       |                                               |
| Несвойственная для региона лиственная растительность | Чайка на озере Немрут | Отара овец на берегу сезонного горячего пруда |

## Туризм
Немрут считается одним из самых зрелищных вулканов региона. В настоящее время кальдеру вулкана можно посетить в летнее время на автомобилях с высоким клиренсом и колёсной формулой 4х4, проехав через перевалы в стенах кальдеры с южной или восточной стороны. В связи с тем, что 5 месяцев в году Немрут покрыт снегом, власти Турции также предпринимают усилия по организации на склоне Немрута горнолыжного курорта и строительству лыжной трассы длиной 2517 м.
|  |  | Слева: строящийся подъёмник на южном склоне Немрута, который планируется использовать для лыжной трассы. Справа: дорога к перевалу на юго-востоке кальдеры. |